# روبرت بلاك (مجدف)
روبرت بلاك (بالإنجليزية: Robert Black)‏ هو مجدف أسترالي، ولد في 25 سبتمبر 1995.

## وصلات خارجية
- روبرت بلاك على موقع الاتحاد الدولي للتجديف (الإنجليزية)